# Aphria potans
Aphria potans là một loài ruồi trong họ Tachinidae.